# Фотиади, Эпаминонд Эпаминондович
Эпаминонд Эпаминондович Фотиади (23 января 1907, Санкт-Петербург — 23 сентября 1987, Новосибирск) — советский учёный-геолог, геофизик, профессор (1965), член-корреспондент Академии наук СССР (1958).

## Биография
Родился 10 (23) января 1907 года в семье служащего, с 1914 года — грек.
В 1926 году окончил школу, работал на сезонных полевых работах в геофизических партиях геофизического управления Ленинграда.
В 1927—1939 в геологоразведочной конторе треста «Эмбанефть»: техник-наблюдатель гравиметрической партии, инженер, заведующий гравиметрическим сектором.
В 1933 заочно окончил физико-математический факультет ЛГУ по специальности «геодезист-гравиметрист».
С 1939 года работал геологом-геофизиком в Ленинградском нефтяном геологоразведочном институте (ВНИГРИ).
В 1941 году был мобилизован в РККА в состав 64-го геодезического отряда наркома обороны СССР, действовавшего на Ленинградском и Волховском фронтах. Летом 1943 г. отозван в Москву для преподавания военной топографии в женской снайперской школе МВО.
В конце 1943 года направлен в Горно-геологическое управление Главсевморпути, где работал старшим геофизиком, затем главным инженером.
С 1944 года управляющий Средне-Волжского объединения Государственного союзного геофизического треста наркомата нефти в Бугуруслане, с февраля 1946 г. — управляющий Саратовским отделением Государственного Союзного геофизического треста.
С мая 1946 года руководитель Ленинградской геофизической лаборатории «ВНИИГеофизика».
В 1943 году защитил кандидатскую диссертацию на соискание ученой степени к. г.-м. н.
В апреле 1948 года назначен начальником Туймазинской комплексной геофизической экспедиции.
С мая 1951 по май 1958 года — научный руководитель тематических работ ленинградской группы объединения «ВНИИГеофизика».
Доктор геолого-минералогических наук (1958).
28 марта 1958 года был избран членом-корреспондентом АН СССР по Сибирскому отделению. Дважды выдвигался в действительные члены АН СССР, но не избран.
В 1958—1964 годах — заместитель директора Института геологии и геофизики СО АН СССР.
В 1964—1970 директор СНИИГГиМС.
Автор более 150 научных работ.
Скончался 23 сентября 1987 года в Новосибирске.

## Награды и премии
Награждён орденом Ленина, двумя орденами Трудового Красного Знамени, орденом Дружбы народов; медалями «За оборону Ленинграда», «За доблестный труд в Великой Отечественной войне 1941—1945 гг.», значком «Отличник разведки недр».
Лауреат премии Губкина 1960 года — за работу по комплексному изучению и обобщению материалов по геологии нефти и нефтегазоносности Волго-Уральской области, изложенную в томах монографии «Волго-Уральская нефтеносная область» — «Тектоника», «Нефтеносность», «Девонские отложения» и «Геохимическая характеристика нефтей и других битумов».

## Членство в организациях
- 1945 — ВКП(б)